# Jüdischer Friedhof Erbes-Büdesheim
Der Jüdische Friedhof Erbes-Büdesheim ist weithin sichtbar, gelegen an einem Feldweg in der Gewann Im Mühlpfad nordöstlich von Erbes-Büdesheim.
Bereits 1729 wird ein Friedhof im „Blauen Schloßplatz“ genannt. 1838 wurde dieses entlegenere Grundstück als neuer Begräbnisplatz erworben. Der älteste erhaltene Grabsteine (Mazewot) stammt von 1850, der jüngste von 1934. Die Anlage ist von einer hohen Bruchsteinmauer umgeben. Im rückwärtigen Teil des Areals stehen 13 Grabsteine, meist übergiebelte Sandsteinstelen, u. a. ein Doppelgrabmal und einer des 19. Jahrhunderts mit seltener Darstellung eines sitzenden Engels. Die Figur der 1930er Jahre ist aus Granit.
Als Zeugnis für die untergegangene jüdische Gemeinde ist der Friedhof eine ortsgeschichtlich bedeutende Anlage.
Der Jüdische Friedhof ist gemäß § 3 Absatz 1 in Verbindung mit § 5 Absatz 5 des Denkmalschutzgesetzes von Rheinland-Pfalz geschützt.